# 山田宏一
山田 宏一（やまだ こういち、1938年9月13日- ）は、日本の映画評論家、翻訳家。

## 経歴
オランダ領東インド、バタヴィア（現・インドネシア、ジャカルタ）生まれ。東京を経て秋田県八森に疎開した。
1960年、早稲田大学第一文学部フランス文学科を中退。同年4月、東京外国語大学フランス語学科に入学。
1963年4月1日から10日にかけて、第3回「フランス映画祭」が東京都千代田区の東商ホールで開催された。『突然炎のごとく』『シベールの日曜日』など計9本の長編と、短編映画『ふくろうの川』が上映された。フランソワ・トリュフォー、アラン・ドロン、マリー・ラフォレ、セルジュ・ブールギニョン、アレクサンドラ・スチュワルト、アルベール・ラモリスらが映画祭に参加するため来日した。山田は当時学生だったが、まる一週間トリュフォーの通訳を務めた。フランス人と本格的にフランス語を話すのは初めてのことだったという。
1964年3月、東京外国語大学フランス語学科卒業。同年11月、フランス政府給費留学生としてパリに移住。「カイエ・デュ・シネマ」の同人となる。
『アルファヴィル』の助監督についていたジャン＝ピエール・レオに頼み込み、1965年2月5日、同作品の撮影現場に潜り込む。このとき初めてジャン＝リュック・ゴダールと会った。同年、天沢退二郎の紹介により、パリで蓮實重彦と知り合う。1967年に帰国。
1968年5月のカンヌ国際映画祭に、羽仁進監督の『初恋地獄篇』がコンペティション外特別招待作品に選ばれた。山田は羽仁プロから宣伝と販売を委託され、ポスターやスチール写真など宣伝材料をかついでカンヌに向かい、中止事件を目の当たりにする。同年10月、『季刊フィルム』が創刊。同誌の編集に携わる。
『キネマ旬報』『話の特集』などに連載を行い、映画評論活動に入る。フランスの前衛的な映画から、マキノ雅弘などの娯楽映画まで、同じスタンスで論じる評論スタイルで注目される。また、翻訳、インタビュー、聞き書きなども多数ある。なお、マキノ雅弘の自伝『映画渡世』も、マキノの著書となっているが、山根貞男と山田による聞き書きである。
青山学院大学や学習院大学で講師をした時期は、自身はほとんど語らず「映像を持って語らせる」手法で、映画論を講じた。

## 表彰
- 1992年 「トリュフォー ある映画的人生」で、第1回Bunkamuraドゥマゴ文学賞を受賞（選考：蓮實重彦）。
- 2007年 第5回文化庁映画賞の映画功労表彰部門を受賞。
- 2016年、キネマ旬報の2015年度映画本大賞で、『映画的な、あまりに映画的な 日本映画について私が学んだ二、三の事柄』が第1位に選出される[10]。
- 2017年、第35回川喜多賞を受賞[11]。
- 2023年3月15日、2022年度日本映画ペンクラブ賞の功労賞を受賞[12]、なお授賞式は欠席した。

## 著作

### 単著
- 『映画について私が知っている二、三の事柄』三一書房 1971／『シネ・ブラボー2』ケイブンシャ文庫 1985
- 『映画 この心のときめき』白川書院 1976／早川書房 1989
- 『友よ映画よ わがヌーヴェル・ヴァーグ誌』話の特集 1978、増訂版1985／ちくま文庫 1992／平凡社ライブラリー 2002
- 『走れ! 映画』たざわ書房 1979
- 『映画の夢・夢の女』絵：山口はるみ 話の特集 1980
- 『美女と犯罪 映画的なあまりに映画的な』早川書房 1984／ハヤカワ文庫 1989／ワイズ出版（増補版） 2001
- 『シネ・ブラボー 小さな映画誌』ケイブンシャ文庫 1984
- 『シネ・ブラボー3 わがトリュフォー』ケイブンシャ文庫 1985
- 『きょうのシネマは シネ・スポット三百六十五夜』平凡社 1988
- 『わがフランス映画誌』平凡社 1990
- 『トリュフォー ある映画的人生』平凡社 1991、増訂版1994／平凡社ライブラリー 2002
- 『ビデオラマ　空想の映画館・記憶の映画館』講談社 1993
- 『エジソン的回帰』青土社 1997
- 『山田宏一の日本映画誌』ワイズ出版 1997
- 『山田宏一のフランス映画誌』ワイズ出版 1999
- 『恋の映画誌』新書館 2002
- 『次郎長三国志 マキノ雅弘の世界』ワイズ出版 2002
- 『日本侠客伝 マキノ雅弘の世界』ワイズ出版 2007
  - 『マキノ雅弘の世界　映画的な、あまりに映画的な』ワイズ出版〈映画文庫〉 2012 - 元版2冊を再編・改稿
- 『フランソワ・トリュフォー映画読本』平凡社 2003
- 『フランソワ・トリュフォーの映画誌』平凡社 2004、増補版2022
- 『何が映画を走らせるのか?』草思社 2005
- 『ゴダール、わがアンナ・カリーナ時代』[13]ワイズ出版 2010／増補版 同・映画文庫 2020
- 『映画の夢、夢のスター』幻戯書房 2011
- 『トリュフォーの手紙』平凡社 2012
- 『ヌーヴェル・ヴァーグ　山田宏一写真集』平凡社 2013
- 『映画 果てしなきベスト・テン』草思社 2013
- 『映画的な、あまりに映画的な 日本映画について私が学んだ二、三の事柄』ワイズ出版〈映画文庫〉 2015
- 『映画的な、あまりに映画的な 日本映画について私が学んだ二、三の事柄II』ワイズ出版〈映画文庫〉 2015 -「山田宏一の日本映画誌」を全面改稿
- 『ヒッチコック 映画読本』平凡社 2016 - 集大成決定版
- 『ハワード・ホークス 映画読本』国書刊行会 2016
- 『ゴダール／映画誌』草思社 2024

### 共著
- 『たかが映画じゃないか』和田誠共著 文藝春秋 1978／文春文庫 1985／定本版・国書刊行会 2024
- 『トリュフォーそして映画 フランソワ・トリュフォー述』蓮實重彦と聞き手 話の特集 1980
- 『映画となると話はどこからでも始まる』淀川長治・蓮實重彦と鼎談 勁文社 1985
- 『惹句術　映画のこころ』関根忠郎、山根貞男と鼎談、講談社 1986／増補版・ワイズ出版 1995、同・映画文庫 2022
- 『映画とは何か　山田宏一映画インタビュー集』草思社 1988
- 『映画千夜一夜』淀川長治、蓮實重彦と鼎談 中央公論社 1988／中公文庫 上下 2000
- 『映画、輪舞のように』秦早穂子対談 朝日新聞社 1996。装丁和田誠
- 『キン・フー 武侠電影作法－A touch of King Hu』宇田川幸洋と聞き手、草思社 1997、新装版2017
- 『映画は語る』淀川長治対談、中央公論新社 1999
- 『天井棧敷の人々』ワイズ出版 2000。解説・シナリオ、マルセル・カルネインタビュー
- 『傷だらけの映画史 ウーファからハリウッドまで』蓮實重彦対談、中公文庫 2001
- 『銀幕の天才 森繁久彌』ワイズ出版 2003。インタビューほか
- 『香港への道 中川信夫からブルース・リーへ』 西本正、山根貞男と聞き手、筑摩書房 リュミエール叢書 2004
- 『ヒッチコックに進路を取れ』和田誠対談、草思社 2009／草思社文庫 2016。イラスト・装丁も
- 『トリュフォー最後のインタビュー』蓮實重彦と聞き手・対談、平凡社 2014
- 『シネマ・アンシャンテ』 濱田高志共著、立東舎 2017
ジャック・ドゥミとミシェル・ルグランを論じたヴィジュアル・ブック
- 『映画はこうしてつくられる―山田宏一映画インタビュー集』草思社、2019年9月。ISBN 978-4794224019。

### 編集本
- 「ブリジット・バルドー 現代を魅惑するエロスの女神」責任編集、芳賀書店<シネアルバム>, 1971
- 「カトリーヌ・ドヌーヴ 息吹く魅惑のエレガンス」責任編集、芳賀書店<シネアルバム>, 1971。澁澤龍彦が寄稿
- 「ジェーン・フォンダ 美と闘争の神話」責任編集、芳賀書店<シネアルバム>, 1972、改訂版1981.3
- 「スティーヴ・マックィーン　燃える男、明日に向かってつっ走れ」梶原和男と責任編集、芳賀書店<シネアルバム>, 1972
- 「グレタ・ガルボ、マレーネ・ディートリヒ　世紀の伝説きらめく不滅の妖星」責任編集、芳賀書店<シネアルバム>, 1973
- 「ダスティン・ホフマン、ロバート・レッドフォード　ニュー・シネマのアンチ・ヒーロー 小さな巨人」 宇田川幸洋と責任編集、芳賀書店<シネアルバム>, 1973
- 「フェイ・ダナウェイ 華麗なる旋律 洗練された野生」 柳生すみまろと責任編集、芳賀書店<シネアルバム>, 1974
- 「映画渡世 マキノ雅弘自伝 天の巻・地の巻」 山根貞男と共に聞き書き
平凡社, 1977、新装版2002。角川文庫 上下, 1984／ちくま文庫 上下, 1995
- 「ドミニク・サンダ写真集　女そして女優」 話の特集, 1984
- 「別冊太陽 長谷川一夫をめぐる女優たち」 平凡社, 1986。山根貞男と構成
- 「別冊太陽 世界の女優 アメリカン・ロマンス　銀幕の恋人たち」 平凡社, 1987。山根貞男と構成
- 「スター 映画の肖像」 サム・レヴァン　平凡社, 1992.4。自選の映画写真集
- 「別冊太陽 世界の女優 フランス女優 世界の女優　恋、巴里、そして名画」平凡社, 1995。山根貞男と構成
- 「別冊太陽 日本のこころ　女優」平凡社, 1999。山根貞男と構成
- 「ジャン・ルノワール　ユリイカ臨時増刊」青土社、2008年3月号。責任編集

### 訳書
- 『汚れた顔の天使 ジェームズ・キャグニー自伝』宇田川幸洋共訳 出帆社 1976
- ジェームズ・ボールドウィン『悪魔が映画をつくった』時事通信社 1977
- フランソワ・トリュフォー『映画の夢 夢の批評』蓮実重彦共訳 たざわ書房 1979
- フランソワ・トリュフォー『わが人生 わが映画』いずみ出版 1979
- フランソワ・トリュフォー『子供たちの時間』講談社 1979
- ジャック・プレヴェール『天井桟敷の人々』新書館 1981
- 『映画術 ヒッチコック/トリュフォー』蓮実重彦共訳 晶文社 1981、改訂版1990
- ローレン・バコール『私一人』文藝春秋 1984
- フランソワ・トリュフォー『ある映画の物語』草思社 1986 - 「華氏451」撮影日記 ほか
- フランソワ・トリュフォー『アメリカの夜 ある映画の物語 2』草思社 1988／草思社文庫、2020（1・2部の合本）
- フランソワ・トリュフォー『トリュフォーによるトリュフォー』ドミニク・ラブールダン編 リブロポート 1994
- 『明かりが消えて映画がはじまる ポーリン・ケイル映画評論集』監修、畑中佳樹・柴田元幸・斎藤英治・武藤康史訳、草思社 2003
- スーザン・ストラスバーグ『マリリン・モンローとともに - 姉妹として、ライバルとして、友人として』草思社 2011 - 「アクターズ・スタジオ」時代の回想記
- フランソワ・トリュフォー／マルセル・ムーシー『大人は判ってくれない』土曜社 2020 - 文庫判ペーパーバック